# Japão pós-ocupação
Depois de ter ocupado grande parte dos países da Ásia e das ilhas do Pacífico e de ter entrado em guerra com todos estes países, o Japão desistiu de seu imenso e vasto território depois dos bombardeamentos de Hiroshima e Nagasaki em 1945. Entre 1945 e 1952, o país foi ocupado pelas Forças Aliadas. O período da história do Japão compreendido entre 1952 e os dias atuais é chamado de Japão pós-ocupação.

## Dívida externa

### Economia
O Japão teve que arcar com os prejuízos causados aos países que invadiu. Só foi com a ajuda financeira imposta pela Organização das Nações Unidas e também pelo próprio Japão que os Americanos puderam pagar os prejuízos da bomba atômica e ataques à capital japonesa, Tóquio, e, assim, os Japoneses conseguiram sair dessa grande crise econômica.

### Um porém americano
Os Estados Unidos só se prestariam a ajudar o Japão se este desistisse da sua política expansionista, em que invadia o território de outros países. Os americanos não só proibiram o seu expansionismo, como a utilização de energia nuclear. Os Estados Unidos forneceram ajuda monetária para a reconstrução das cidades devastadas pelas bombas atômicas para que os Japoneses pudessem reconstruir o país.

## Renascimento econômico do Japão e a Era Heisei
Depois da Crise Financeira do Japão (muitas famílias deixaram o país nesta época), veio a era Heisei, que foi simplesmente a diminuição dos juros e impostos do Governo sobre o povo, propiciando, assim, um maior desenvolvimento industrial e econômico do Japão.
As cidades de Tóquio e Osaka e também outros centros financeiros como as cidades de Hiroshima e Nagasaki, ganharam muito com a diminuição dos impostos e juros. Por consequência, essas e outras cidades do Japão cresceram e são, hoje, importantes cidades do continente Asiático e do mundo.